# The Bridge of San Luis Rey (1944)
The Bridge of San Luis Rey é um filme norte-americano de 1944, do gênero drama, dirigido por Rowland V. Lee e estrelado por Lynn Bari e Akim Tamiroff.
Esta é a segunda (e inferior) adaptação do romance homônimo de Thornton Wilder, publicado em 1927. A primeira, ainda silenciosa, é de 1929, estrelada por Lili Damita e Ernest Torrence.
Dimitri Tiomkin  é o autor da trilha sonora, que foi indicada ao Oscar.

## Sinopse
No Peru do século XVIII, uma ponte desaba e mata cinco pessoas. Elas são Michaela Villegas, cantora que ascendeu à condição de favorita do Vice-rei; Pio, seu tio fofoqueiro; Dona Maria, marquesa invejosa e ciumenta; e Esteban e Manuel, gêmeos que vivem às turras. Em flashbacks, o filme mostra como foram suas vidas, a que o jovem padre Irmão Juniper tenta dar sentido.

## Premiações
| Patrocinador                                  | Prêmio | Categoria                               | Situação |
| --------------------------------------------- | ------ | --------------------------------------- | -------- |
| Academia de Artes e Ciências Cinematográficas | Oscar  | Melhor Trilha Sonora (Drama ou Comédia) | Indicado |

## Elenco
| Ator/Atriz      | Personagem          |
| --------------- | ------------------- |
| Lynn Bari       | Michaela Villegas   |
| Akim Tamiroff   | Tio Pio             |
| Francis Lederer | Esteban/Manuel      |
| Nazimova        | Marquesa Dona Maria |
| Louis Calhern   | Vice-Rei Don André  |
| Donald Woods    | Irmão Juniper       |
| Blanche Yurka   | Abadessa            |
| Barton Hepburn  | Don Gonzalo         |
| Joan Lorring    | Pepita              |
| Emma Dunn       | Dona Mercedes       |
| Abner Biberman  | Maita               |
| Antonio Triana  | Dançarino           |